# 久米譲
久米 譲（くめ ゆずる、明治32年（1899年）11月29日 - 昭和20年（1945年））は、日本の俳優。本名 西條 虎治（さいじょう とらじ）、初期芸名浅尾 工女次郎（あさお くめじろう）、粂西 譲（くめにし ゆずる）。粂 譲（くめ ゆずる）とも表記される。

## 来歴
1899年（明治32年）11月29日、東京府東京市浅草区芝崎町（現在の東京都台東区西浅草）に生まれる。1908年（明治41年）、新派の俳優・柴田善太郎に入門し、子役としてのキャリアを始める。1909年（明治42年）には、歌舞伎俳優・浅尾工左衛門の門下に入り、浅尾 工女次郎（あさお くめじろう）を名乗り、女形を中心に演じる。映画への出演は1920年（大正9年）に国際活映（国活）入社して以来で、同社巣鴨撮影所で監督の吉野二郎に認められたとされるが、当時の出演作についての記録は残っていない。
1922年（大正11年）、吉野が国活を離れて松竹蒲田撮影所に移籍した際に、久米も行動をともにする。同年4月16日に公開された、澤村四郎五郎が主演した吉野の監督作『実録忠臣蔵』に浅尾工女次郎の名で出演、多門伝八郎を演じた。1923年（大正12年）9月1日の関東大震災で撮影所が崩壊、京都の松竹下加茂撮影所に蒲田の製作機能が移転し、久米も京都に移動するが、下加茂で最初に出演した記録は、翌年1924年（大正13年）5月11日に公開された、枝正義郎監督の『恋の友禅 鶴吉と其兄』であった。同年10月11日に公開された大久保忠素監督の『難波の福』以降、粂西 譲（くめにし ゆずる）と改名する。1925年（大正14年）6月22日に公開された清水宏監督の『激流の叫び』を最後に、下加茂から蒲田に復帰し、久米にとっての復帰第1作、大久保忠素監督の『和蘭蛇お滝』をもって、久米 譲（くめ ゆずる）と改名する。
1926年（大正15年）3月6日に公開された、吉野二郎監督の『孔雀の光　第一・二篇』を最後に松竹キネマを退社し、実演の巡業を行う。同年秋までには日活大将軍撮影所に入社、最初の出演記録は、同年10月15日公開、池田富保監督の『水戸黄門』であり、丹波屋佐六を演じた。同年11月15日公開の『長恨』、翌1927年10月14日公開の『下郎』といった伊藤大輔の監督作では、主演俳優を助演する大きな役を務めている。
1941年（昭和16年）の初めごろまでに新興キネマに移籍、同年5月8日に公開された吉田信三監督の『羅生門』に出演、「隠陽の博士阿部の晴明」（安倍晴明）を演じた。 1942年（昭和17年）1月14日に公開された森一生監督の『大村益次郎』では、江藤新平を演じた。同年1月27日、戦時統合によって大映が設立され、新興キネマは日活京都撮影所等と合併し、久米は、日活京都が改称した大映京都撮影所に継続入社、同年5月14日公開、牛原虚彦監督の『維新の曲』に早速出演し、福岡藤次（のちの福岡孝弟）を演じている。同年12月27日に公開された池田富保および白井戦太郎の共同監督による『富士に立つ影』に出演したのが、最後の出演記録である。
1945年（昭和20年）、正確な月日は不明であるが、死去した。45歳没。肺病（結核）を病んでいたようである。

## 人物・エピソード
初期の活動写真では女形が女役を演じたが、大正に入ると女優がこれにとって代わった。彼女らは女形と違って不自然なかずら（カツラ）はかぶらず、髪をきちんと結った。こうなると男のかずらの不自然さが目立つようになり、久米や市川荒太郎、実川延松といったスタア連が頭の真ん中をばっさりと剃って、「お相撲でも仕事で髪を伸ばしているのだから、時代劇の役者が時代劇の頭をしていても不思議はない」と画期的な運動を起こした。
しかしこれは他に及ばず、彼らのみに終わってしまった。が、久米だけは日活に転じてからもかずらの工夫や研究をし、亀甲紗に毛を植えて生え際が自然に見える様なかずらを作り出した。ところが監督から「君だけが自然に見えるかずらをかぶったのでは他と釣り合いがとれぬからやめてくれ」と言われ、狂人扱いを受けるようになってしまった。
稲垣浩は久米と仕事をしておらず、特に親しくもなかったが、これを聞いて千恵プロで試すことにした。大会社では無理でも、この革命は小さな独立プロの千恵プロでは成功し、以来主要人物には亀甲紗のかずらを使うようになった。これを見て他社でも千恵プロを真似るようになり、地あたまに半かずらを使ったり、女優の生え際にも亀甲紗を使うよう改良され、現代ではこれが常識となった。そればかりか、映画人の工夫が舞台へ逆に使われるようになり、映画が舞台から教えられたお返しとなった。稲垣は「きっと久米君が冥途キネマで『僕の考えたことに間違いはなかった』と、ニヤニヤしていることだろう」と語っている。

## フィルモグラフィ
すべてクレジットは「出演」である。役名のわかるものは公開日の右側に記し、東京国立近代美術館フィルムセンター（NFC）所蔵等の上映用プリントの現存状況についても記す。
- 『実録忠臣蔵』 : 監督吉野二郎、製作松竹蒲田撮影所、配給松竹キネマ、1922年4月16日公開 - 多門伝八郎
- 『奴の小万』 : 監督吉野二郎、製作松竹蒲田撮影所、配給松竹キネマ、1923年2月15日公開
- 『天童神力丸』 : 監督吉野二郎、製作松竹蒲田撮影所、配給松竹キネマ、1923年3月22日公開
- 『堀部安兵衛』 : 監督吉野二郎、製作松竹蒲田撮影所、配給松竹キネマ、1923年4月1日公開 - 村上庄左衛門
- 『忍術十勇士』 : 監督吉野二郎、製作松竹蒲田撮影所、配給松竹キネマ、1923年4月14日公開
- 『赤垣源蔵』 : 監督森要、製作松竹蒲田撮影所、配給松竹キネマ、1923年7月14日公開
- 『恋の友禅 鶴吉と其兄』 : 監督枝正義郎、製作松竹下加茂撮影所、配給松竹キネマ、1924年5月11日公開 - 民之助
- 『敵討恋の捕物 お藤の夫』 : 監督賀古残夢、製作松竹下加茂撮影所、配給松竹キネマ、1924年6月10日公開
- 『五大力』 : 監督枝正義郎、製作松竹下加茂撮影所、配給松竹キネマ、1924年7月31日公開
- 『祐天吉松』 : 監督賀古残夢、製作松竹下加茂撮影所、配給松竹キネマ、1924年8月10日公開
- 『高野長英』 : 監督賀古残夢、製作松竹下加茂撮影所、配給松竹キネマ、1924年9月2日公開
- 『都の舟』 : 監督ヘンリー・小谷、製作松竹下加茂撮影所、配給松竹キネマ、1924年9月11日公開
- 『元禄女』 : 監督野村芳亭、助監督吉野二郎、製作松竹下加茂撮影所、配給松竹キネマ、1924年10月1日公開 - 木原庄左衛門
- 『難波の福』 : 監督大久保忠素、製作松竹下加茂撮影所、配給松竹キネマ、1924年10月11日公開
- 『雷お新』 : 監督野村芳亭、製作松竹下加茂撮影所、配給松竹キネマ、1924年10月31日公開
- 『新門辰五郎』 : 監督大久保忠素、製作松竹下加茂撮影所、配給松竹キネマ、1924年12月11日公開
- 『桃色の棘』 : 監督清水宏、製作松竹下加茂撮影所、配給松竹キネマ、1925年5月9日公開 - 豪家の主・萩麿
- 『激流の叫び』 : 監督清水宏、製作松竹下加茂撮影所、配給松竹キネマ、1925年6月22日公開 - 清吉
- 『和蘭蛇お滝』 : 監督大久保忠素、製作松竹蒲田撮影所、配給松竹キネマ、1925年8月14日公開
- 『虎徹の斬れ味』 : 監督清水宏、製作松竹蒲田撮影所、配給松竹キネマ、1925年10月8日公開 - 新門辰五郎
- 『鬼すゝき』 : 監督吉野二郎、製作松竹蒲田撮影所、配給松竹キネマ、1925年10月15日公開 - 平井主馬
- 『上野の鐘』 : 監督重宗務、製作松竹蒲田撮影所、配給松竹キネマ、1925年11月7日公開
- 『猿ケ辻の暗殺』 : 監督大久保忠素、製作松竹蒲田撮影所、配給松竹キネマ、1925年11月20日公開 - 木村弥十郎
- 『落武者』 : 監督清水宏、製作松竹蒲田撮影所、配給松竹キネマ、1925年12月1日公開 - その兄・将輔
- 『正ちゃんの蒲田訪問』 : 監督蔦見丈夫、製作松竹蒲田撮影所、配給松竹キネマ、1925年12月31日公開
- 『東海道膝栗毛 第一篇』 : 監督吉野二郎、製作松竹蒲田撮影所、配給松竹キネマ、1926年1月30日公開 - 弥次郎兵衛
- 『三日月次郎吉』 : 監督吉野二郎、製作松竹蒲田撮影所、配給松竹キネマ、1926年2月7日公開
- 『犠牲の刃』 : 監督吉野二郎、製作松竹蒲田撮影所、配給松竹キネマ、1926年2月14日公開
- 『黒駒の勝蔵 中篇』 : 監督吉野二郎、製作松竹蒲田撮影所、配給松竹キネマ、1926年2月20日公開
- 『孔雀の光　第一・二篇』 : 監督吉野二郎、製作松竹蒲田撮影所、配給松竹キネマ、1926年3月6日公開
- 『水戸黄門』 : 監督池田富保、製作日活大将軍撮影所、配給日活、1926年10月15日公開 - 丹波屋佐六
- 『鳴門秘帖 第一篇』 : 監督辻吉郎、製作日活大将軍撮影所、配給日活、1926年10月31日公開 - 甲賀世阿弥
- 『長恨』 : 監督伊藤大輔、製作日活大将軍撮影所、配給日活、1926年11月15日公開 - その弟・次男、部分現存（NFC所蔵[7]）
- 『照る日くもる日 第一篇』 : 監督高橋寿康、製作日活大将軍撮影所、配給日活、1926年11月15日公開 - 細木年尾
- 『修羅王 前後篇』 : 監督池田富保、製作日活大将軍撮影所、配給日活、1926年12月31日公開 - 鈴木伝蔵
- 『鳴門秘帖 第二篇』 : 監督辻吉郎、製作日活大将軍撮影所、配給日活、1926年製作 - 甲賀世阿弥
- 『大前田英五郎』 : 監督高橋寿康、製作日活大将軍撮影所、配給日活、1927年1月8日公開 - 子分時雨長太郎
- 『照る日くもる日 第二篇』 : 監督高橋寿康、製作日活大将軍撮影所、配給日活、1927年1月8日公開 - 細木年尾
- 『照る日くもる日 第三篇』 : 監督高橋寿康、製作日活大将軍撮影所、配給日活、1927年3月1日公開 - 細木年尾
- 『大久保彦左衛門』 : 監督池田富保、製作日活大将軍撮影所、配給日活、1927年4月15日公開 - 霧島才蔵
- 『照る日くもる日 第四篇』 : 監督高橋寿康、製作日活大将軍撮影所、配給日活、1927年6月5日公開 - 細木年尾
- 『照る日くもる日 最終篇』 : 監督高橋寿康、製作日活大将軍撮影所、配給日活、1927年7月1日公開 - 細木年尾
- 『地雷火組 第一篇』 : 監督池田富保、製作日活大将軍撮影所、配給日活、1927年7月14日公開 - 谷石之助、ダイジェスト版現存（NFC所蔵[8][9]）
- 『地雷火組 第二篇』 : 監督池田富保、製作日活大将軍撮影所、配給日活、1927年7月22日公開 - 谷石之助、ダイジェスト版現存（NFC所蔵[8][9]）
- 『建国史 尊王攘夷』 : 監督池田富保、製作日活太秦撮影所、配給日活、1927年10月1日公開 - 佐野竹之助、現存（DVD、発売元ディスクプラン）
- 『下郎』 : 監督伊藤大輔、製作日活大将軍撮影所、配給日活、1927年10月14日公開 - 主人・助三郎
- 『剣と恋』 : 監督志波西果、製作日活太秦撮影所、配給日活、1927年10月28日公開 - 佐原木龍太郎
- 『転婚二重』 : 監督波多野安正、製作日活太秦撮影所、配給日活、1927年11月18日公開
- 『槍供養』 : 監督辻吉郎、製作日活太秦撮影所、配給日活、1927年12月1日公開 - 千葉三郎兵衛、現存（NFC所蔵[5]）
- 『弥次㐂多 尊王の巻』 : 監督池田富保、製作日活太秦撮影所、配給日活、1927年12月31日公開 - 松田義太郎
- 『鳴門秘帖 第三篇』 : 監督辻吉郎、製作日活太秦撮影所、配給日活、1927年製作 - 甲賀世阿弥
- 『鳴門秘帖 第四・五篇』 : 監督辻吉郎、製作日活太秦撮影所、配給日活、1927年製作 - 甲賀世阿弥
- 『鳴門秘帖 最終篇』 : 監督辻吉郎、製作日活太秦撮影所、配給日活、1927年製作 - 甲賀世阿弥
- 『阪本竜馬』 : 監督清瀬英治郎、製作日活太秦撮影所、配給日活、1928年1月7日公開
- 『弥次㐂多 韋駄天の巻』 : 監督池田富保、製作日活太秦撮影所、配給日活、1928年1月14日公開 - 松田義太郎
- 『弥次㐂多 伏見鳥羽の巻』 : 監督池田富保、製作日活太秦撮影所、配給日活、1928年2月1日公開 - 松田義太郎、ダイジェスト版現存（NFC所蔵[8][9]）
- 『江戸三国志 第一篇』 : 監督志波西果、製作日活太秦撮影所、配給日活、1928年3月1日公開 - 今井二官
- 『俵星玄蕃』 : 監督清瀬英次郎、製作日活太秦撮影所、配給日活、1928年3月31日公開
- 『続水戸黄門』 : 監督池田富保、製作日活太秦撮影所、配給日活、1928年4月15日公開 - 楠正季
- 『若き日の繁蔵』 : 監督辻吉郎、製作日活太秦撮影所、配給日活、1928年4月29日公開
- 『江戸三国志 第二篇』 : 監督志波西果、製作日活太秦撮影所、配給日活、1928年5月5日公開 - 今井二官
- 『江藤新平』 : 監督志波西果、製作日活太秦撮影所、配給日活、1928年6月21日公開 - 山形東次郎
- 『地雷火組 完結篇』 : 監督池田富保、製作日活太秦撮影所、配給日活、1928年7月13日公開 - 谷石之助、ダイジェスト版現存（NFC所蔵[8][9]）
- 『江戸三国志 第三篇』 : 監督志波西果、製作日活太秦撮影所、配給日活、1928年8月3日公開 - 今井二官
- 『維新の京洛 竜の巻 虎の巻』 : 監督池田富保、製作日活太秦撮影所、配給日活、1928年9月27日公開 - 中岡慎太郎
- 『涙恨』 : 監督高橋寿康、製作日活太秦撮影所、配給日活、1928年10月6日公開
- 『斑蜘蛛』 : 監督清瀬英次郎、製作日活太秦撮影所、配給日活、1928年11月1日公開
- 『不破数右衛門』 : 監督池田富保、製作日活太秦撮影所、配給日活、1928年11月30日公開 - 神崎与五郎
- 『天野屋利兵衛』 : 監督池田富保、製作日活太秦撮影所、配給日活、1928年12月31日公開 - 定吉、現存（NFC所蔵[9]）
- 『人間長兵衛』 : 監督由川正和、製作日活太秦撮影所、配給日活、1929年2月22日公開
- 『英傑秀吉』 : 監督池田富保、製作日活太秦撮影所、配給日活、1929年3月31日公開 - 安村新吾
- 『塚原小太郎 後篇』 : 監督仏生寺弥作、製作日活太秦撮影所、配給日活、1929年4月19日公開
- 『逆転』 : 監督渡辺邦男、製作日活太秦撮影所、配給日活、1929年5月17日公開
- 『日活行進曲 曽我兄弟』 : 監督清瀬英次郎、製作日活太秦撮影所、配給日活、1929年7月7日公開 - 主演作、現存（NFC所蔵[5]）
- 『血煙荒神山』 : 監督辻吉郎、製作日活太秦撮影所、配給日活、1929年7月13日公開 - 神戸の長吉、現存（NFC所蔵[5]）
- 『修羅城 水星篇 火星篇』 : 監督池田富保、製作日活太秦撮影所、配給日活、1929年10月1日公開 - 郡主馬之助
- 『赤穂浪士 第一篇 堀田隼人の巻』 : 監督志波西果、製作日活太秦撮影所、配給日活、1929年11月9日公開 - 浅野内匠頭
- 『鮫鞘』 : 監督稲垣浩、製作片岡千恵蔵プロダクション、配給日活、1929年12月25日公開
- 『剣を越えて』 : 監督渡辺邦男、製作日活太秦撮影所、配給日活、1930年3月7日公開 - 六兵衛
- 『高瀬舟』 : 監督仏生寺弥作、製作日活太秦撮影所、配給日活、1930年3月28日公開
- 『元禄快挙 大忠臣蔵 天変の巻 地動の巻』 : 監督池田富保、製作日活太秦撮影所、配給日活、1930年4月1日公開 - 中村勘助、現存（NFC所蔵[5][9]）
- 『落花飛炎録』 : 監督清瀬英次郎、製作日活太秦撮影所、配給日活、1930年6月7日公開 - に組の頭碇屋源助
- 『素浪人忠弥』 : 監督伊藤大輔、製作日活太秦撮影所、配給日活、1930年7月15日公開 - 奥村八郎右衛門
- 『恋車 前篇』 : 監督渡辺邦男、製作片岡千恵蔵プロダクション、配給日活、1930年8月28日公開 - 将軍秀忠
- 『女狼』 : 監督深川ひさし、製作日活太秦撮影所、配給日活、1931年2月6日公開
- 『侍ニッポン 前篇』 : 監督伊藤大輔、製作日活太秦撮影所、配給日活、1931年4月8日公開 - 森五六郎
- 『侍ニッポン 後篇』 : 監督伊藤大輔、製作日活太秦撮影所、配給日活、1931年4月15日公開 - 森五六郎
- 『元禄十三年』 : 監督稲垣浩、製作片岡千恵蔵プロダクション、配給日活、1931年5月1日公開 - 立花出雲守
- 『荒木又右衛門』 : 監督辻吉郎、製作日活太秦撮影所、配給日活、1931年5月15日公開 - 池田忠雄
- 『殉教血史 日本二十六聖人』 : 監督池田富保、製作日活太秦撮影所、配給日活、1931年10月1日公開 - 石田治部少輔三成、現存（NFC所蔵[5][9]）
- 『続大岡政談 魔像解決篇』 : 監督伊藤大輔、製作日活太秦撮影所、配給日活、1931年10月14日公開 - 飯能主馬
- 『小笠原騒動 鬼奴岡田良介』 : 監督池田富保、製作日活太秦撮影所、配給日活、1932年1月29日公開 - 小笠原隼人
- 『替唄伊勢音頭』 : 監督仏生寺弥作、製作日活太秦撮影所、配給日活、1932年7月1日公開 - 伯父武太夫
- 『彦左の一本槍』 : 監督池田富保、製作日活太秦撮影所、配給日活、1932年7月22日公開 - 阿部豊後守
- 『三筋の女』 : 監督深川ひさし、製作日活太秦撮影所、配給日活、1932年9月8日公開
- 『薩摩飛脚 東海篇』 : 監督伊藤大輔、製作日活太秦撮影所、配給日活、1932年9月15日公開 - 相良義人
- 『風雲 前篇』 : 監督稲垣浩、製作片岡千恵蔵プロダクション、配給日活、1933年12月31日公開 - 現存（NFC所蔵[5]）
- 『風雲 後篇』 : 監督稲垣浩、製作片岡千恵蔵プロダクション、配給日活、1934年1月7日公開
- 『武道大鑑』 : 監督伊丹万作、製作片岡千恵蔵プロダクション、配給日活、1934年1月31日公開 - 服部隼人
- 『伊井大老斬奸第一声 安政大獄篇』 : 監督志波西果、製作市川右太衛門プロダクション、配給松竹キネマ、1934年5月4日公開 - 徳川家定
- 『伊井大老斬奸第一声 稲田重蔵篇』 : 監督志波西果、製作市川右太衛門プロダクション、配給松竹キネマ、1934年5月11日公開 - 徳川家定
- 『水戸黄門 密書の巻』 : 監督荒井良平、製作日活京都撮影所、配給日活、1935年1月15日公開 - 柳沢美濃守、現存（マツダ映画社所有[10]）
- 『風流深編笠』 : 監督辻吉朗、製作日活太秦撮影所、配給日活、1935年2月21日公開 - 内海隼人正
- 『国定忠次』 : 監督山中貞雄、製作日活京都撮影所、配給日活、1935年2月28日公開 - 仇討の武士
- 『水戸黄門 血刃の巻』 : 監督荒井良平、製作日活京都撮影所、配給日活、1935年4月3日公開 - 父美濃守、現存（NFC所蔵[5]）
- 『清水次郎長』 : 監督池田富保、製作太秦発声映画、配給日活、1935年8月1日公開
- 『さむらひ鴉』 : 監督池田富保、製作日活/太秦発声映画、配給日活、1935年8月15日公開 - 金兵衛、現存（NFC所蔵[9]）
- 『新版やくざ草紙 逃げ水の弥三』 : 監督久見田喬二、製作日活京都撮影所、配給日活、1935年9月12日公開 - 真柄幾輔
- 『関口弥太郎』 : 監督尾形十三男、製作日活京都撮影所、配給日活、1935年10月24日公開
- 『織部数馬』 : 監督志波西果、製作日活京都撮影所、配給日活、1936年2月13日公開
- 『栗山大膳』 : 監督池田富保、製作日活京都撮影所、配給日活、1936年11月12日公開 - 星野宗右衛門
- 『怪談牡丹燈籠』 : 監督衣笠十四三、製作日活京都撮影所、配給日活、1937年7月29日公開 - 孝助
- 『変化若衆髷 前後篇』 : 監督久見田喬二、製作日活京都撮影所、配給日活、1937年9月23日公開 - 三村靱負
- 『水戸黄門廻国記』 : 監督池田富保、製作日活京都撮影所、配給日活、1937年10月14日公開 - 篠崎玄伯、現存（NFC所蔵[9]）
- 『飛竜の剣』 : 監督稲垣浩、製作日活京都撮影所、配給日活、1937年12月21日公開 - 千坂兵十郎
- 『血煙高田の馬場』 : 監督マキノ正博、製作日活京都撮影所、配給日活、1937年12月31日公開 - 小野寺十内、現存（NFC所蔵[5]）
- 『白浪五人男』 : 監督荒井良平、製作日活京都撮影所、配給日活、1938年1月7日公開 - 番頭佐兵衛
- 『忠臣蔵 地の巻』 : 監督池田富保、製作日活京都撮影所、配給日活、1938年3月31日公開 - 大江近江守、現存（NFC所蔵[5][9]）
- 『忠臣蔵 天の巻』 : 監督マキノ正博、製作日活京都撮影所、配給日活、1938年3月31日公開 - 大江近江守、現存（NFC所蔵[5][9]）
- 『出世太閤記』 : 監督稲垣浩、製作日活京都撮影所、配給日活、1938年6月17日公開 - 百姓
- 『髑髏銭 前篇 風の巻』 : 監督辻吉郎、製作日活京都撮影所、配給日活、1938年7月31日公開 - 筑紫屋卯蔵、断片現存（NFC所蔵[11]）
- 『髑髏銭 後篇 雲の巻』 : 監督辻吉郎、製作日活京都撮影所、配給日活、1938年8月10日公開 - 筑紫屋卯蔵
- 『続水戸黄門廻国記』 : 監督池田富保、製作日活京都撮影所、配給日活、1938年10月13日公開 - 小間物屋清七
- 『魔像』 : 監督稲垣浩、製作日活京都撮影所、配給日活、1938年12月31日公開 - 油屋伊兵衛
- 『続魔像 茨右近』 : 監督稲垣浩、製作日活京都撮影所、配給日活、1939年1月14日公開 - 油屋伊兵衛
- 『王政復古 担龍篇 双虎篇』 : 監督池田富保、製作日活京都撮影所、配給日活、1939年3月30日公開 - 番僧常念
- 『三味線武士』 : 監督衣笠十四三、製作日活京都撮影所、配給日活、1939年11月15日公開 - 坂田仙四郎、現存（NFC所蔵[5]）
- 『無明有明 後篇』 : 監督松田定次、製作日活京都撮影所、配給日活、1939年12月1日公開 - 与兵衛
- 『右門捕物帖 金色の鬼』 : 監督丸根賛太郎、製作日活京都撮影所、配給日活、1940年3月7日公開 - 刀屋の主人
- 『大楠公』 : 監督池田富保、製作日活京都撮影所、配給日活、1940年6月16日公開 - 左少弁頼賢
- 『風雲将棋谷 前篇』 : 監督荒井良平、製作日活京都撮影所、配給日活、1940年8月15日公開 - 久太
- 『風雲将棋谷 完結篇』 : 監督荒井良平、製作日活京都撮影所、配給日活、1940年9月12日公開 - 久太
- 『羅生門』 : 監督吉田信三、製作新興キネマ京都撮影所、配給新興キネマ、1941年5月8日公開 - 隠陽の博士阿部の晴明
- 『愛の砲術』 : 監督野淵昶、製作新興キネマ京都撮影所、配給新興キネマ、1941年5月15日公開 - 与吉
- 『荒木又右衛門 仇討の日』 : 監督西原孝、製作新興キネマ京都撮影所、配給新興キネマ、1941年5月29日公開 - 孫右衛門
- 『娘旅芸人』 : 監督木藤茂、製作新興キネマ京都撮影所、配給新興キネマ、1941年6月5日公開 - 野田源太郎
- 『阿修羅姫』 : 監督仁科紀彦、製作新興キネマ京都撮影所、配給新興キネマ、1941年7月15日公開 - 備前守の待臣の白石治右衛門、現存（NFC所蔵[12]）
- 『元禄忠臣蔵 前篇』 : 監督溝口健二、製作興亜映画/松竹京都撮影所、配給松竹キネマ、1941年12月1日公開 - 稲垣対馬守、現存（NFC所蔵[13]）
- 『直参風流男』 : 監督押本七之輔、製作新興キネマ京都撮影所、配給新興キネマ、1941年12月30日公開 - 穴倉石斉、現存（NFC所蔵[14]）
- 『大村益次郎』 : 監督森一生、製作新興キネマ京都撮影所、配給新興キネマ、1942年1月14日公開 - 江藤新平
- 『維新の曲』 : 監督牛原虚彦、製作大映京都撮影所、配給映画配給社、1942年5月14日公開 - 福岡藤次、現存（NFC所蔵[6]）
- 『お市の方』 : 監督野淵昶、製作大映第二撮影所、配給映画配給社、1942年9月10日公開 - 浅井加賀、現存（NFC所蔵[6]）
- 『江戸の朝霧』 : 監督仁科紀彦、製作大映京都第二撮影所、配給映画配給社、1942年9月24日公開[15] - 現存（NFC所蔵[5]）
- 『富士に立つ影』 : 監督池田富保・白井戦太郎、製作大映京都撮影所、配給映画配給社、1942年12月27日公開 - 鳥越久我二郎（遺作）